# Eperia albicans
Eperia albicans är en tvåvingeart som beskrevs av Robineau-desvoidy 1863. Eperia albicans ingår i släktet Eperia och familjen parasitflugor.
Artens utbredningsområde är Frankrike. Inga underarter finns listade i Catalogue of Life.